# Фотограф
Фотограф је особа која се бави стварањем фотографија помоћу одређене фотографске алатке (фото-апарат, камера опскура,...), односно особа која обавља фотографску делатност.
Све једноставнија фотографска техника омогућује и лаицима да направе фотографију, али се стручност фотографа превасходно огледа у његовим квалификацијама, те познавању фотографских вештина - манипулисање светлошћу и визуелним формама, разумевање призора (садржаја фотографије) итд. Примарно фотографско образовање подразумева познавање употребе фото-апарата и геометријске оптике као дела физике који изучава светлост. Основни производ фотографа је фотографија у материјалној или дигиталној форми. 

## Врсте фотографа
- Уметнички фотограф (аутор који користи фотографију за свој уметнички израз),
- Новински фотограф (новинар-фоторепортер(аутор који се бави фотожурнализмом)),
- Студијски фотограф (мода, рекламе...),
- Репро фотограф (фотограф који ради на припреми за штампу),
- Фотограф у научним областима (медицини, форензици, астрономији...),
- Комерцијални фотограф (фото радње, свадбена фотографија, фотографије за документа...),
- Фотоаматер (хоби).

## Фотографска опрема
За фотографисање, фотограф користи: фото-апарат, објектив, фотографски блиц, студијски блиц, позадину, рефлектујући панел, кишобране за расвету и др.
За израду фотографија код класичне фотографије се користе апарат за повећавање са осталим прибором (кадице, штипаљке, дозне за филмове итд.), а код дигиталне фотографије рачунар и штампач/плотер. И класичне и дигиталне фотографије се могу израђивати помоћу процесних машина. 